# Music for the Masses

 Music for the Masses  (з англ. Музика для мас) - шостий студійний альбом  британського гурту Depeche Mode, випущений 28 вересня 1987. Платівка привела групу до основного успіху у США вперше після платівки Some Great Reward, а нові стилі в музиці, які з'явилися на цьому альбомі і його попереднику Black Celebration підготували групу до їх головного прориву, альбому Violator.

## Про альбом
Альбом відрізняється менш експериментальним звучанням, проте Алан Уайлдер при записі платівки приділив більше уваги аранжуванням і семплам. Також в композиціях альбому можна почути безліч повноцінних гітарних партій. Звук і стиль на Music for the Masses значно відрізняється від попередніх робіт Depeche Mode - пісні мають тривожне і меланхолійне звучання.
Music for the Masses привів до сплеску популярності Depeche Mode у США. Композиції «Strangelove», «Never Let Me Down Again» , «Behind the Wheel» і «Little 15» стали світовими хітами.
На підтримку альбому гурт вирушив в гастрольний тур For The Masses, який став одним з найбільших і успішних турів Depeche Mode. Виступ у  Пасадені (Каліфорнія) у 1988 було відзнято і випущено як відеоконцерти, під назвою 101.
3 квітня 2006 року альбом був перевиданий в Європі, а 2 червня - у США.

## Список композицій

### Реліз 1987 року
1. «Never Let Me Down Again» — 4:47
2. «The Things You Said» — 4:02
3. «Strangelove» — 4:56
4. «Sacred» — 4:47
5. «Little 15» — 4:18
6. «Behind the Wheel» — 5:18
7. «I Want You Now» — 3:44
8. «To Have and to Hold» — 2:51
9. «Nothing» — 4:18
10. «Pimpf» — 3:55 (5:25)
«Interlude #1 — Mission Impossible» (прихований інструментальний трек) — 0:37
 Бонус-треки:
11. «Agent Orange» — 5:05
12. «Never Let Me Down Again [Aggro Mix]» — 4:55
13. «To Have and to Hold [Spanish Taster]» — 2:34
14. «Pleasure, Little Treasure» — 5:36

Треки 11-14 доступні на компакт-диску і касеті. На грамплатівці присутні тільки треки 1-10.

### Перевидання 2006 року
1. «Never Let Me Down Again» — 4:47
2. «The Things You Said» — 3:55
3. «Strangelove» — 4:38
4. «Sacred» — 5:01
5. «Little 15» — 4:14
6. «Behind the Wheel» — 5:17
7. «I Want You Now» — 3:28
8. «To Have and to Hold» — 3:08
9. «Nothing» — 4:12
10. «Pimpf» — 4:55

Бонус-треки (в PCM Stereo):
1. «Agent Orange» — 5:05
2. «Pleasure, Little Treasure» — 2:53
3. «Route 66» — 4:11
4. «Stjarna» — 4:25
5. «Sonata No.14 in C#m (Moonlight Sonata)» — 5:36

Бонусні ремікси (DTS 5.1, Dolby Digital 5.1 и PCM Stereo):
1. «Agent Orange» — 5:31
2. «Never Let Me Down Again (Aggro Mix)» — 4:58
3. «To Have And to Hold (Spanish Taster)» — 2:36
4. «Pleasure, Little Treasure (Glitter Mix)» — 5:38

Документальний фільм про створення альбому
1. «Depeche Mode 87-88 (Sometimes You Do Need Some New Jokes)» — 37:00